# Максиміліан Фрідріх фон Кенігзегг-Ротенфельс
Максиміліан Фрідріх фон Кенігзегг-Ротенфельс (нім. Maximilian Friedrich von Königsegg-Rothenfels; 13 травня 1708 — 15 квітня 1784) — церковний і державний діяч Священної Римської імперії, 62-й архієпископ Кельна-курфюрст і 34-й герцог Вестфалії в 1761—1784 роках.

## Життєпис

### Молоді роки
Походив зі шляхетського швабського роду Кенігзеггів. Молодший син рейнграфа Альбрехта Євсевія Франца фон Кенігзегг-Ротенфельса і Марії Клари Феліциї фон Мандершайд-Бланкенгайм. Його родина була тісно пов'язана з Кельнським архієпископством. Батько Максиміліана Фрідріха до вступу в шлюб мав духовний сан і посаду каноніка Страсбурзького собору, які полишив задля вступу в шлюб.
Народився 1708 року в Кельні. З самого дитинства визначено церковну кар'єру. Після здобуття відповідної освіти 1725 року став каноніком Кельнського собору. 1731 року отримує посаду каноніка собору в Страсбурзі. Невдовзі отримав посаду соборного камерарія в Страсбурзі. 1763 року обирається каноніком базиліки Св. Гереона в Кельні. 1756 року призначено коад'ютором пробста базиліки Св. Гереона і деканом Кельнського собору.

### Архієпископ
1761 року одноголосно обирається новим Кельнським архієпископом, незважаючи на спроби Максиміліана III, курфюрста Баварії, зробити свого стрийка кардинала Йоганна Теодора очільником Кельнської архієпархії. Невдовзі передав справи архієпископства своєму президент-міністру Каспару Антону фон Бельдербушу. Останній до 1780 року значно покращив фінанси, ліквідувавши численні борги та зменшивши податкове навантаження. Було впроваджено політику меркантелізму з наголосом на зведенні заводів і фабрик.
У зовнішній політиці став орієнтуватися на Велику Британію та Пруссію. 1762 року обирається князем-єпископом Мюнстера. Він залишив там уряд Францу фон Фюрстенбергу. Після цього практично не відвідував Мюнстерську єпархію. 1763 року Максиміліан Фрідріх став пробстом базиліки Св. Гереона в Кельні. Його спроба зайняти посаду принца-єпископа в Падерборні виявилася невдалою через французький опір. 1765 року призначається папою римським Климентом XIII адміністратором Оснабрюкської єпархії.
До кінця 1760-х років в архієпископстві і Вестфалії проведено реформи в дусі Католицького Просвітництва, насамперед зменшено кількість державних свят. 1766 року надав дозвіл на друк власної газети в Арнсберзі «Арнсберзький інтелектуальний лист». 1769 року брав участь в Кобленцькому конгресі, де було підтвердження рішення Констанцького і Базельського соборів, відкинуто право папських нунціїв втручатися в справи архієпископів. Також було звернуто до Папського престолу щодо скасування нунціатур в Німеччині.
1772 року в Бонні стала виходити газета «Інтелектуальний лист». 1777 року створено медичну раду Кельнської архієпархії, академію Кельнського курфюрства в Бонні та відкрито медичний колегіум в Мюнстері. У 1778 році Максиміліан Фрідріх постановив про створення пожежної страхової компанії герцогства Вестфальського. Того ж року сприяв відкриттю німецькомовного «Національного театру». 1779 року в Бонні створено комісію з допомоги бідноті.
1780 року було відкрито Мюнстерський університет. Того року сприяв обранню коад'ютором в Кельнській архієпархії та Мюнстерській єпархії Максиміліана Франца, сина імператора Франца I, завдяки чому значно поліпшилися стосунки з Австрією.
У 1781 році була створена шкільна комісія Вестфалії. З 1782 року надавав підтримку композиторові Людвігу ван Бетховену, який присвятив архієпископу «Три ранні фортепіанні сонати WoO 47» (відомі також як сонати князя-курфюрста). 1784 року академії Кельнського курфюрства в Бонні було надано університетські права. Помер того ж року в Бонні. Поховано в Кельнському соборі.